# Sapucaia (Rio de Janeiro)
Sapucaia est une municipalité brésilienne de la microrégion de Três Rios.